# The Amazing Spider-Man vs. The Kingpin
The Amazing Spider-Man vs. The Kingpin (также известная как Spider-Man Vs. the Kingpin; с англ. — «Человек-паук против Кингпина») — компьютерная игра, выпущенная компанией Sega и разработанная Technopop. Игра была выпущена на консолях Sega Mega Drive/Genesis, Master System, и Game Gear; обновлённая версия игры была выпущена на Sega CD.
Во всех версиях игры, игроку достаётся роль Человека-паука, который сражается против различных суперзлодеев (Доктор Осьминог, Песочный человек, Ящер, Хобгоблин, Стервятник, Мистерио, Калипсо, Электро и Веном), чтобы получить необходимые ключи для нейтрализации атомной бомбы, которая должна взорваться через 24 часа. В середине игры Веном похищает Мэри Джейн Уотсон.

## Портированные версии

### Версия для Mega Drive/Genesis
Версия игры для Sega Mega Drive была выпущена в 1991 году и стала весьма популярна не только для любителей комиксов, но и для простых игроков. Критики отмечали, что в игре превосходная графика, звук, и что самое важное в игре — есть возможность фотографировать врагов, чтобы потом продать фотографии Daily Bugle и на заработанные деньги купить больше паутины. В игре изначально присутствовало четыре уровня сложности. Самый тяжёлый назывался «Кошмар», при котором в конце каждого уровня была сначала битва с Веномом, а только потом с боссом.
По словам разработчика Рэндела Б. Рейсса, эта версия игры имела большой коммерческий успех. Две трети всех владельцев Mega Drive после прохождения игры убеждали Marvel Comics и дальше продлевать лицензию на права персонажей компании Sega.

### Версии для Master System / Game Gear
Версия игры для 8-битной Sega Master System была примечательна тем, что была одной из последних игры выпускавшейся для этой консоли в Америке. Она имела тот же сюжет, что 16-битная версия, со слегка изменёнными уровнями и роликами (один из которых включал камео Доктора Стрэнджа). Но даже на самом лёгком уровне сложности игру было трудно завершить. В этой версии игры Мэри Джейн не была похищена, но она может появиться в финале, если игрок успешно закончит игру.
Почти аналогичный порт был выпущен для портативной консоли Sega Game Gear.

### Версия для Mega CD/Sega CD
Версия игры для 16-битной Sega Mega-CD вышла в 1993 году. Она была улучшена за счёт того, что система CD-ROM имела больше памяти, чем картриджи. Здесь присутствовали анимированные сцены с голосами актёров, была добавлена история того, что будет, если игрок погибает. Также были добавлены два новых уровня (Mysterio’s Funhouse и the Vulture in the subway), дополнительные боевые приёмы, возможность собирать различные обложки комиксов с участием Человека-паука и совершенно новая музыка от Спенсера Нильсена и Mr. Big. Игра стала более нелинейной по сравнению с оригиналом, так как игрок мог перемещаться по городу (в том числе он мог побывать на местной телевизионной станции). Несмотря на это возможность снимать врагов на плёнку была убрана. Кроме того, игрок должен был нанести поражение Меченому и Тифозной Мэри, а только потом вступить в бой с Кингпином.

## Альтернативные концовки
Версия игры для Sega Mega-CD была наполнена различными концовками в зависимости от уровня сложности последнего босса Кингпина. Если игрок смог нанести поражение Кингпину, но не успел спасти Мэри Джейн от падения в яму, наполненную кислотой, то полиция арестовывает Кингпина, а Человек-паук даёт клятву отомстить за Мэри Джейн. Если игрок проиграет Кингпину (или его телохранителям), то Человек-паук вместе с Мэри Джейн будут сброшены в яму, наполненную кислотой. В версии игры для Sega Genesis концовки игры аналогичны, но когда Мэри Джейн будет убита, Кингпин сбежит, оставив убитого горем Человека-паука, стоящего на коленях.
В версии для Master System Мэри Джейн изначально не была похищена. Если игрок проигрывает финальную битву, то Кингпин просто сбегает с места преступления.